# کرست‌ویو (فلوریدا)
کرست‌ویو (به انگلیسی: Crestview) شهری در شهرستان اوکالوسا ایالت فلوریدا است که در سال ۱۹۱۶ بنیان‌گذاری شده‌است. این شهر طبق سرشماری سال ۲۰۱۰ میلادی، ۲۰٬۹۷۸ نفر جمعیت داشته و مساحت آن نیز ۳۳٫۲ کیلومتر مربع است.